# Ivan Kaye

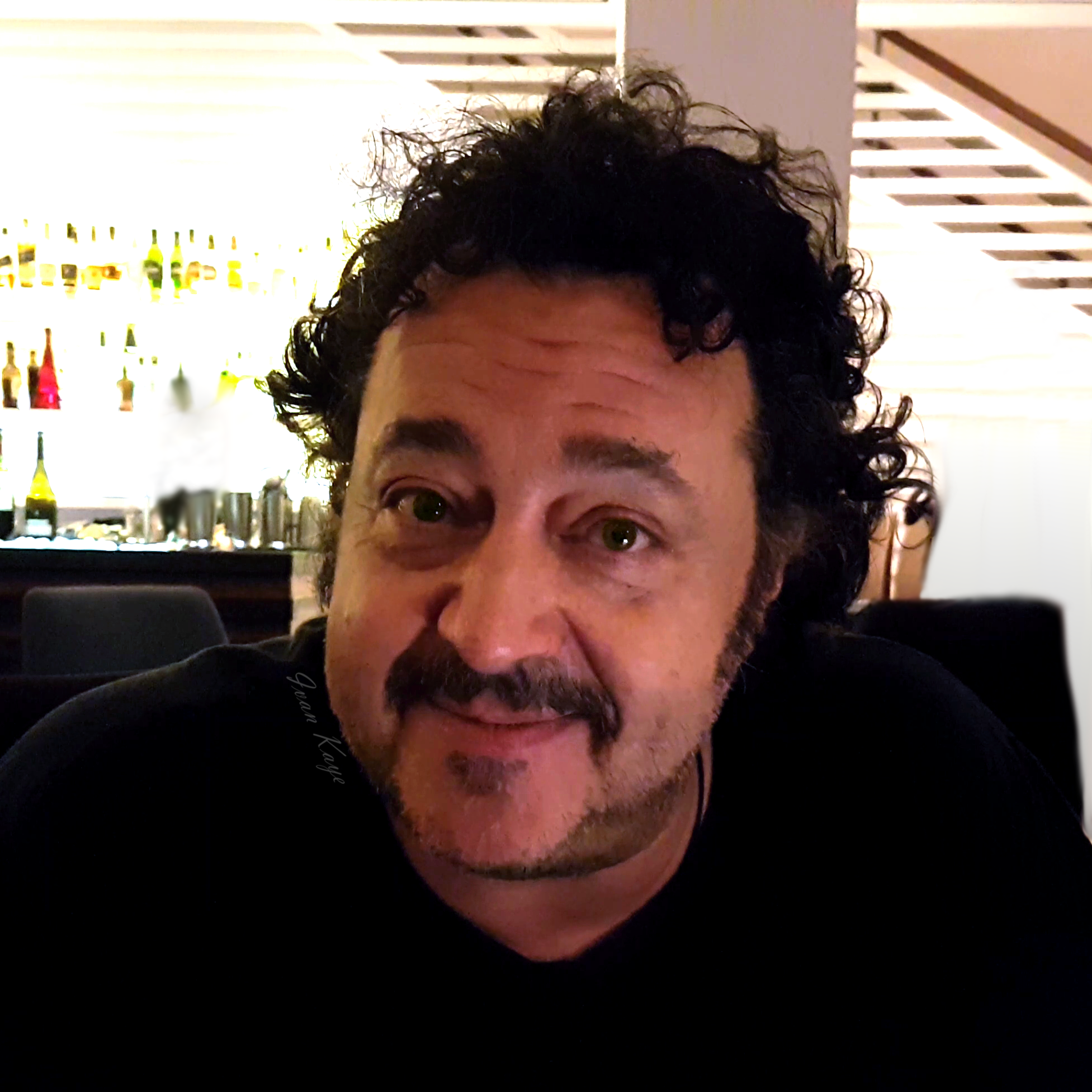
Ivan Kaye (2019)

 Ivan Blakeley Kaye (* 1. Juli 1961 in Northampton, Northamptonshire) ist ein britischer Fernseh-, Film- und Theaterschauspieler und Produzent.

## Leben
Ivan Kayes Leidenschaft für die Unterhaltungskunst begann in seiner frühen Kindheit, als er im Alter von zwei Jahren Fernsehwerbung nachspielte und später mit seinen Freunden Shows vorführte. Nach einem Schlüsselerlebnis im Alter von acht Jahren schloss er sich mit elf Jahren einer Jugendtheatergruppe an, deren Organisation er wenige Jahre später übernahm. Aus seiner Familie war vor ihm lediglich seine Großmutter mütterlicherseits, die in den 1920er Jahren ein Muscial-Star war, in der Unterhaltungsindustrie tätig.
Da seine Eltern Sozialarbeiter waren und oft umzogen, besuchte Ivan Kaye dreizehn verschiedene weiterführende Schulen und machte dabei Erfahrungen mit Mobbing unter Schülern. Er bekam viele Prügel, wobei ihm auch die Nase gebrochen wurde. In den Wohnheimen für psychisch Kranke, Jugendliche und Straftäter, die seine Eltern leiteten, kam er schon früh mit unterschiedlichsten Verhaltensweisen und Menschentypen in Berührung. Nach seiner eigenen Einschätzung half ihm diese Erfahrung bei der Entwicklung seines breiten Repertoires. Während er auf Drängen seiner Eltern ein Studium in Englischer Literatur an der University of Kent in Canterbury absolvierte, spielte er in so vielen Studentenstücken wie möglich mit und begann seine professionelle Schauspielkarriere gleich im Anschluss, als er nach einem seiner ersten Auftritte mit Anfang zwanzig einen Agenten bekam und kurz darauf seinen ersten Theaterauftritt im Londoner West End hatte (siehe unten Theaterrollen).
Daher hatte Ivan Kaye bereits eine erfolgreiche Theaterlaufbahn hinter sich, als er sich in seinen Dreißigern aufs Fernsehen verlegte. Er hatte sich entschieden, sich vom Theater ab- und dem Fernsehen zuzuwenden, um während der Kindheit und Jugend seiner Kinder Zeit mit ihnen verbringen zu können, da abendliche Theateraufführungen dazu geführt hätten, dass er nicht zuhause gewesen wäre, wenn sie aus der Schule und Universität kamen.

## Laufbahn
Sein Bühnendebüt gab Ivan Kaye im Alter von neunzehn Jahren im Jahr 1980 am Londoner Theater Sadler’s Wells in der Rolle als Willie Wonka in einer Bühnenversion von Charlie und die Schokoladenfabrik (Charlie and the Chocolate Factory). Dem folgten weitere Theaterrollen in den 1980er und 1990er Jahren, unter anderem am Royal National Theatre und am Piccadilly Theatre (The Rocky Horror Show).
Ab 1990 begann er seine Fernsehkarriere mit Gastrollen in je einer Folge der britischen Kriminalserien The Paradise Club und The Bill, denen 1992 die Titelrolle in der 6-teiligen Detektivserie Sam Saturday folgte. Seitdem hat er über vierzig weitere Rollen in Fernsehserien und -filmen sowie seit 2004 (Layer Cake, Control – Du sollst nicht töten) in Kinofilmen übernommen.
Ivan Kaye wurde in Großbritannien als Dr. Leroy in der Seifenoper EastEnders (einem britischen Pendant der Lindenstraße) bekannt, den er von 2003 bis 2004 in insgesamt 27 Folgen spielte, sowie für die komödiantische Rolle des dusseligen Bryan in der Fernsehserie The Green Green Grass (2005–2009). Deutsche Zuschauer kennen eher seine frühen Rollen als Reuben Starkadder in dem Fernsehfilm Cold Comfort Farm (1995) oder als Adonija in der deutsch-italienisch-französischen Koproduktion Die Bibel – Salomon.
Ivan Kaye ist zudem bekannt als der Herzog von Mailand, Ludovico Sforza aus der Fernsehserie Die Borgias (2011–2013) und als König Aelle von Northumbria aus der irisch-kanadischen Serie Vikings (2013–2017) des kanadischen Fernsehsenders History Channel. Von März bis Mai 2017 war er hierzulande auf ZDFneo in der Rolle des Pub-Inhabers Mick Sturrock in der Kriminalserie The Coroner des britischen Fernsehsenders BBC One zu sehen. In Kinofilmen der letzten Jahre, die auch auf deutsch verfügbar sind, hat er unter anderem die Rollen des legendären Wikingerführers Ivar in Hammer of the Gods (2013) und des Joshua Collins, Vater der Hauptfigur Barnabas Collins (Johnny Depp), in Dark Shadows (2012) gespielt.
Neben seinen Schurkenrollen als kaltblütiger „Drogenbaron“ Polo Yakur in Assassination Games (2011) und skrupelloser Herzog Ludovico Sforza hat insbesondere seine Rolle als König Aelle – in Vikings der angelsächsische Todfeind und Henker des Serienhelden Ragnar Lodbrok und eine der wenigen Persönlichkeiten, die angeblich durch die rituelle Foltermethode des Blutadlers ums Leben gekommen sein sollen – Ivan Kayes Profil in jüngster Zeit deutlich geprägt. In seinem Twitter-Account bezeichnete er sich 2017 als Villain for Hire (zu mietender Schurke). Der auch beim Publikum durchaus umstrittenen Einschätzung dieses Antagonisten als eines Schurken hat Ivan Kaye selbst in einem Interview im September 2017 allerdings energisch widersprochen.
Neben Fernseh- und Kinorollen hat er bis 2021 auch in vier Kurzfilmen mitgewirkt und Sprechrollen in mehreren Computerspielen wie Warhammer 40,000: Fire Warrior (2003) und Star Wars: The Old Republic übernommen.
Zusammen mit Douglas McFerran ist Ivan Kaye Gründer der Produktionsfirma Comedy Ink Productions und hat als einer der Hauptdarsteller und zum Teil zugleich als Produzent mehrere Episoden und zwei Kurzfilme realisiert. Von Oktober 2017 bis Januar 2018 kehrte er in der Rolle des Tom Kettle in dem Londoner Stück The Ferryman auf die Theaterbühne zurück.
2018 war Ivan Kaye in Großbritannien wieder im Fernsehen zu sehen in der Rolle des Pesca in der fünfteiligen Miniserie The Woman in White, einer neuen BBC-Adaption von Wilkie Collins’ viktorianischem Thriller Die Frau in Weiß.
Unter Kayes neueren Projekten seit 2019 sind der Actionthriller Gunpowder Milkshake (2021) und der Pilotfilm zu einer ursprünglich geplanten Serienverfilmung von Stephen Kings Romanreihe Der Dunkle Turm. Weitere Projekte waren zwei Kurzfilme (2020 und 2021) und seit 2021 die Rolle des Ted Button in der Detektivserie Sister Boniface Mysteries, ein Spin-off der Father-Brown-Serie, sowie die Rolle des Robert Delaney (Schwiegervater der Hauptfigur) in der britischen Disney+-Serie Wedding Season. Im Jahr 2022 übernahm Ivan Kaye wieder einmal eine Hauptrolle in George Kanes Ensemble-Film Apocalypse Clown.

## Gesellschaftliches Engagement
Durch seine Unterstützung für die Hounslow Urban Farm und regelmäßiges Teilen von Tweets und Facebook-Postings des Londoner Tierheims The Mayhew setzt sich Ivan Kaye für Umwelt- und Tierschutz ein. Außerdem ist er einer der Unterstützer der Kampagne „Justice for Andrew Jones“, die zum Ziel hat, die Mörder eines Jugendlichen vor Gericht zu bringen, der 2003 in Liverpool auf offener Straße zu Tode geprügelt wurde.
Im Dezember 2021 veröffentlichten The Celebs eine Cover-Version des Beatles-Klassikers Let It Be zugunsten des britischen Wohltätigkeitsvereins Mind. Kaye sang mit anderen Prominenten, unter anderem seiner Vikings-Kollegin Georgia Hirst und dem Model Eunice Olumide, im Hintergrund-Chor der Lead-Sängerin Shona McGarty (EastEnders).

## Filmografie (Auswahl)
- 1990: The Paradise Club (Fernsehserie, 2x04)
- 1991–2010: The Bill (Fernsehserie, verschiedene Rollen, 3 Folgen)
- 1992: Sam Saturday (Fernsehserie, 1x01–1x06)
- 1994: Men of the World (Fernsehserie, 1x04)
- 1995: Cold Comfort Farm
- 1995–2001: Casualty (Fernsehserie, verschiedene Rollen, 2 Folgen)
- 1996: Bugs (Fernsehserie, 2x07)[51][5]
- 1997: Die Bibel – Salomon[52] (Solomon)[53][5]
- 1998: Faith in the Future (Fernsehserie, 3x02–3x07)
- 1998–2000: Microsoap (Fernsehserie, 1x01–4x07)
- 2000: Sunburn (Fernsehserie, 2x01)
- 2000: The Boss (Fernsehserie, 2x01)
- 2000: Metropolis (Fernsehserie, unbekannte Folgen)
- 2000: (Catherine Cookson’s) A Dinner of Herbs (Fernsehserie, 1x01–1x03)
- 2000: C-12: Final Resistance (Computerspiel)
- 2000–2001: Bad Girls (Fernsehserie, 2 Folgen)
- 2001: The Armando Ianucci Show (Fernsehserie, 2 Folgen)
- 2001: The Labyrinth (Kinofilm)[5]
- 2002: Stuntman (Computerspiel)
- 2002: London’s Burning (Fernsehserie, 4 Folgen)
- 2002: Der Preis des Verbrechens (Trial and Retribution, Fernsehserie, 6x01–6x02)
- 2002: Dinotopia (Fernsehserie, 1x01–1x02)
- 2002: Lenny Blue[54][5]
- 2003: The Eustace Bros. (Fernsehserie, 1x04)
- 2003: Warhammer 40.000: Fire Warrior (Computerspiel)
- 2003–2004: EastEnders (Fernsehserie, 27 Folgen)
- 2004: Layer Cake (Kinofilm)
- 2004: Control – Du sollst/darst nicht töten[52] (Control, Kinofilm)
- 2005: Self Portrait (Kurzfilm)
- 2005–2009: The Green Green Grass (Fernsehserie, 30 Folgen)
- 2007–2010: Brilliant (Internet-Miniserie)
- 2008: Holby City (Fernsehserie, 10x41)
- 2011: Injustice – Unrecht! (Injustice, Fernsehserie, 1x01)
- 2011: Assassination Games (Kinofilm)
- 2011: Star Wars: The Old Republic (Computerspiel)
- 2011: Chief (Kurzfilm)
- 2011–2013: Die Borgias – Sex. Macht. Mord. Amen (The Borgias, Fernsehserie, 4 Folgen)
- 2012: Dark Shadows (Kinofilm)
- 2012: Tortoise in Love (Kinofilm)
- 2013: Top Hat (Kurzfilm)
- 2013: Hammer of the Gods (Kinofilm)
- 2013: Sherlock Holmes Confidential (Internet-Kurzfilm)
- 2013–2017: Vikings (Fernsehserie, 12 Folgen)
- 2015: Undercover (Fernsehserie, 1x01–1x06)
- 2015–2016: The Coroner (Fernsehserie, 18 Folgen)
- 2018: The Woman in White (Fernsehserie, 3 Folgen)
- 2019: Cliffs of Freedom (Kinofilm)
- 2019: For Love or Money: An Unromantic Comedy (Kinofilm)
- 2019: The King (Kinofilm)
- 2020: Acter (Internet-Kurzfilm)
- 2020: The Dark Tower (Fernsehfilm)
- 2021: Gunpowder Milkshake
- 2021 The Dead Collectors (Kurzfilm)
- 2022–2023: Sister Boniface Mysteries  (Fernsehserie, 4 Folgen)
- 2022: Wedding Season (Fernsehserie, 5 Folgen)
- 2023: Apocalypse Clown
- 2025 Brian and Maggie (Fernsehserie, 2 Folgen)

## Theaterrollen
- 1980: Charlie und die Schokoladenfabrik (Charlie and the Chocolate Factory) (Sadler’s Wells)[1]
- 1987: Serious Money (Theaterstück, Wyndham’s Theatre)[55][5]
- 1988: The Magic Olympic Games (Royal National Theatre)[55]
- 1988: The Changeling (Theaterstück, Royal National Theatre)[55][5]
- 1989: Ghetto (Theaterstück, Royal National Theatre)[55][5]
- 1990: The Rocky Horror Show (Musical, Piccadilly Theatre)[55][5]
- 1992: Fuente Ovejuna (Theaterstück, Royal National Theatre)
- 1993: On The Piste (Theaterstück, Garrick Theatre)
- 1994: A View from the Bridge (Theaterstück, Strand Theatre)
- 1996: Lock up your Daughters (Musical, Chichester Festival Theatre)
- 2000: In Flame (Theaterstück, Ambassadors Theatre)[56]
- 2017–2018: The Ferryman (Theaterstück, Gielgud Theatre)[57]